# Mistrzostwa Ameryki w Piłce Ręcznej Kobiet 1991
Mistrzostwa Ameryki w Piłce Ręcznej Kobiet 1991 – trzecie mistrzostwa Ameryki w piłce ręcznej kobiet, oficjalny międzynarodowy turniej piłki ręcznej o randze mistrzostw kontynentu organizowany przez PATHF mający na celu wyłonienie najlepszej żeńskiej reprezentacji narodowej w Ameryce. Odbył się w dniach 30 września – 6 października 1991 roku w Maringá. Tytułu zdobytego w 1989 roku broniła reprezentacja Kanady. Mistrzostwa były jednocześnie eliminacjami do IO 1992.
Siedem zespołów podzielonych na dwie grupy rywalizowało w pierwszej fazie systemem kołowym. Dwie czołowe z każdej z nich awansowały do drugiej fazy rozgrywanej ponownie systemem kołowym, pozostałe zaś walczyły o miejsca 5–7. Do drugiej fazy rozgrywek zaliczane były wyniki meczów rozegranych między awansującymi drużynami w fazie grupowej. W turnieju triumfowała reprezentacja Stanów Zjednoczonych zyskując jednocześnie awans na igrzyska olimpijskie w Barcelonie.

## Faza wstępna

### Grupa A
| 30 września 199116:00 | Stany Zjednoczone | 50:9 | Paragwaj | Ginásio poliesportivo Clube Olímpico, Maringá |
| 30 września 199116:00 |                   | 50:9 |          | Ginásio poliesportivo Clube Olímpico, Maringá |

| 30 września 199120:30 | Brazylia | 61:2 | Portoryko | Ginásio poliesportivo Clube Olímpico, Maringá |
| 30 września 199120:30 |          | 61:2 |           | Ginásio poliesportivo Clube Olímpico, Maringá |

| 1 października 199118:30 | Stany Zjednoczone | 66:5 | Portoryko | Ginásio poliesportivo Clube Olímpico, Maringá |
| 1 października 199118:30 |                   | 66:5 |           | Ginásio poliesportivo Clube Olímpico, Maringá |

| 1 października 199120:00 | Brazylia | 43:6 | Paragwaj | Ginásio poliesportivo Clube Olímpico, Maringá |
| 1 października 199120:00 |          | 43:6 |          | Ginásio poliesportivo Clube Olímpico, Maringá |

| 2 października 199118:30 | Paragwaj | 31:8 | Portoryko | Ginásio poliesportivo Clube Olímpico, Maringá |
| 2 października 199118:30 |          | 31:8 |           | Ginásio poliesportivo Clube Olímpico, Maringá |

| 2 października 199120:00 | Stany Zjednoczone | 24:19 | Brazylia | Ginásio poliesportivo Clube Olímpico, Maringá |
| 2 października 199120:00 |                   | 24:19 |          | Ginásio poliesportivo Clube Olímpico, Maringá |

### Grupa B
| 30 września 199114:30 | Kanada | 40:9 | Urugwaj | Ginásio poliesportivo Clube Olímpico, Maringá |
| 30 września 199114:30 |        | 40:9 |         | Ginásio poliesportivo Clube Olímpico, Maringá |

| 1 października 199117:00 | Argentyna | 19:9 | Urugwaj | Ginásio poliesportivo Clube Olímpico, Maringá |
| 1 października 199117:00 |           | 19:9 |         | Ginásio poliesportivo Clube Olímpico, Maringá |

| 2 października 199117:00 | Kanada | 36:9 | Argentyna | Ginásio poliesportivo Clube Olímpico, Maringá |
| 2 października 199117:00 |        | 36:9 |           | Ginásio poliesportivo Clube Olímpico, Maringá |

## Faza zasadnicza

### Mecze o miejsca 5–7
| 5 października 199116:30 | Urugwaj | 23:8 | Portoryko | Ginásio poliesportivo Clube Olímpico, Maringá |
| 5 października 199116:30 |         | 23:8 |           | Ginásio poliesportivo Clube Olímpico, Maringá |

| 6 października 199114:00 | Paragwaj | 17:4 | Urugwaj | Ginásio poliesportivo Clube Olímpico, Maringá |
| 6 października 199114:00 |          | 17:4 |         | Ginásio poliesportivo Clube Olímpico, Maringá |

### Mecze o miejsca 1–4
| 4 października 199118:30 | Kanada | 25:24 | Brazylia | Ginásio poliesportivo Clube Olímpico, Maringá |
| 4 października 199118:30 |        | 25:24 |          | Ginásio poliesportivo Clube Olímpico, Maringá |

| 4 października 199120:30 | Stany Zjednoczone | 43:10 | Argentyna | Ginásio poliesportivo Clube Olímpico, Maringá |
| 4 października 199120:30 |                   | 43:10 |           | Ginásio poliesportivo Clube Olímpico, Maringá |

| 6 października 199115:30 | Brazylia | 31:16 | Argentyna | Ginásio poliesportivo Clube Olímpico, Maringá |
| 6 października 199115:30 |          | 31:16 |           | Ginásio poliesportivo Clube Olímpico, Maringá |

| 6 października 199117:00 | Stany Zjednoczone | 31:20 | Kanada | Ginásio poliesportivo Clube Olímpico, Maringá |
| 6 października 199117:00 |                   | 31:20 |        | Ginásio poliesportivo Clube Olímpico, Maringá |

## Klasyfikacja końcowa
| Miejsce | Reprezentacja     | Uwagi            |
| ------- | ----------------- | ---------------- |
| złoto   | Stany Zjednoczone | awans: IO 1992   |
| srebro  | Kanada            | awans: MŚ B 1992 |
| brąz    | Brazylia          | awans: MŚ B 1992 |
| 4       | Argentyna         | awans: MŚ B 1992 |
| 5       | Paragwaj          | -                |
| 6       | Urugwaj           | -                |
| 7       | Portoryko         | -                |